# Pomelo de Madou
Espèce
Le pomelo de Madou, au Japon Mato buntan, est un citrus maxima chinois historiquement cultivé à Taïwan. Le fruit est précoce, c'est le pomélo de la Fête de la mi-automne.

## Dénomination
La dénomination en langue chinoise, le pomelo du district de Madou (麻豆文旦, Má dòu wéndàn ; 麻豆産文旦, má dòu chǎn wéndàn ; 麻豆白柚, mádòu bái yòu) tire son nom de la partie centrale et nord-ouest de la ville de Tainan où le fruit est cultivé.
Mato Buntan (ブンタン（文旦) (buntan) = C. maxima au Japon) est le terme usuel en français et en anglais, Tim Shan est mentionné par Cottin (2002). 
Sous l'occupation japonaise de Taïwan il était appelé pomélo impérial (chinois : 御用文旦 ; pinyin : Yùyòng wéndàn), il aurait été offert à l'Empereur du Japon. 
Le nom binomial est citrus maxima cv. Matou Wentan. 

## Histoire
Cultivé dans le Fujian à Zhangzhou, il aurait été introduit à Taïwan dans les comtés de Chiayi et de Yilan en 1701 apr. J.-C. (40e année du règne Kangxi - dynastie Qing). À partir de 1850 il est mentionné dans le district de Madou pour la haute qualité de ses fruits. Il prend le nom de pomélo de Madou.
Les trois principales zones de production actuelle à Taïwan sont les comtés de Hualien (dans le village de Hegang), de Tainan (dans le district de Madou), et de Yunlin. La superficie totale plantée est 1 100 ha pour une production de 25 000 t en année moyenne, 22 000 t en 2023; dont 839 ha pour le seul district de Madou. Les fruits sont exportés au Japon, au Canada, à Singapour.
En 2022, une usine de transformation du pomelo de Madou a commencé des traitements de transformation dont l'extraction d'huile essentielle de fleurs et d'écorces et devers produits alimentaires et cosmétiques. 

## Description

### La plante
Arbre de petite taille au sommet arrondi et à tendance pleureuse, pousses denses, feuilles grandes, épaisses et pubescentes (léger duvet) sur la face inférieure. Le changement climatique avec la réduction des pluies de printemps (2023) donne des fruits plus petits et plus sucrés (13 °brix), les fortes pluies d'été font perdre des fruits.
Le buntan 'Tanikawa' a pour parent fécondateur un Sanbôkan japonais et pour plante femelle Mato buntan. Tanikawa (du nom de son obtenteur) est un buntan marginal, il a été sélectionné par la station de recherche horticole d'Okitsu (1913 et 1925) et a été planté à Kagoshima. 

### Le fruit

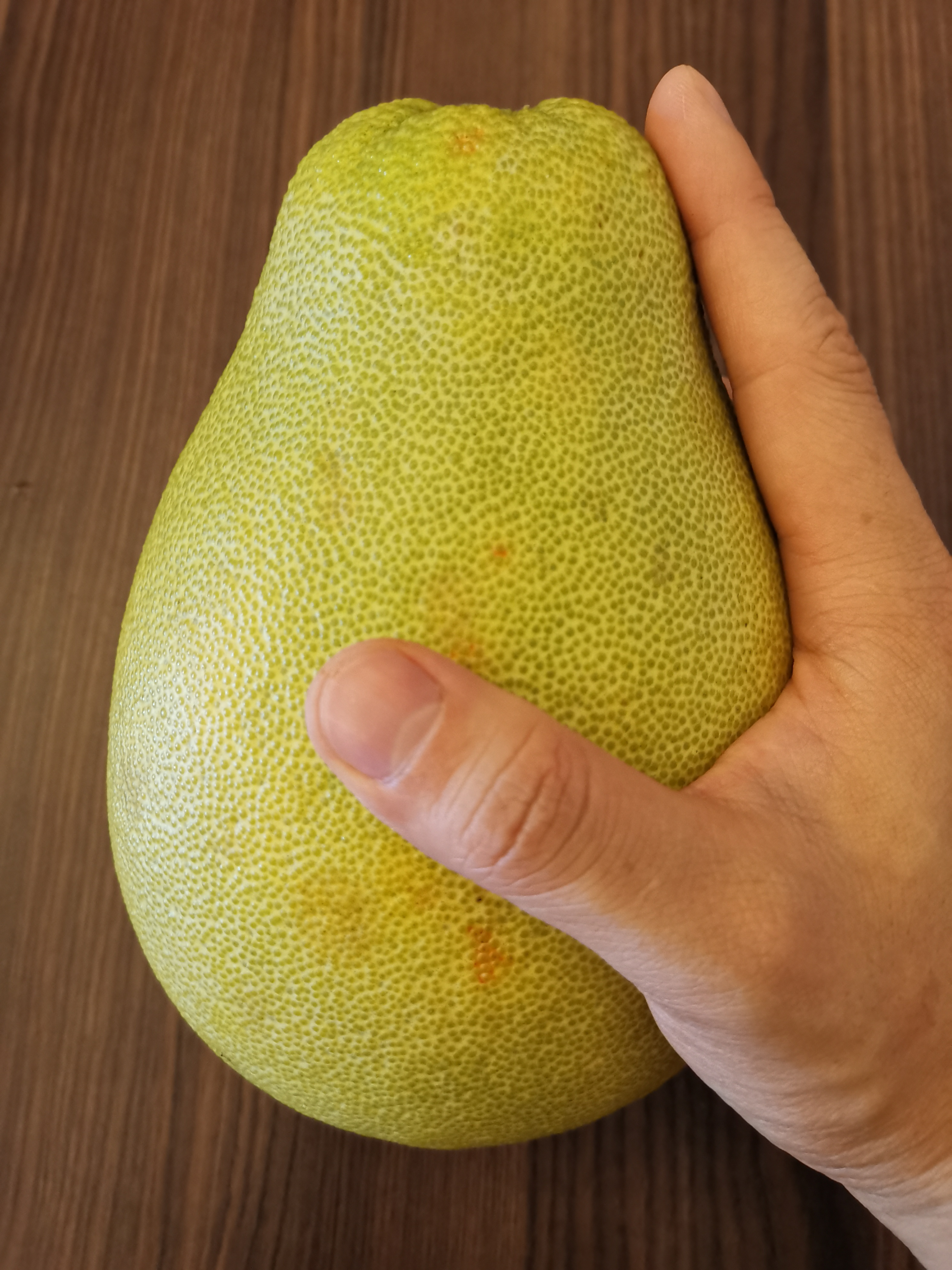
Les fruits petits sont réputés provenir des vieux arbres et passent pour être les meilleurs

Gros fruit entre 400 et 600 g, conique ou pyriforme à peau jaune-vert clair. Pulpe blanche légèrement jaunâtre parfois légèrement rosée. Quelques graines. Le gout est doux, la texture juteuse avec une pointe d'amertume, on compte 12 et 16 segments aux membranes carpellaires fines mais résistantes qui doivent être éliminées. Les fruits produits par des vieux arbres (arbre de 20 à 30 ans) sont réputés les plus délicieux. La maturité est mi-septembre, pour la Fête de l'Automne.
La récolte à l'optimum de jutosité a lieu 23 à 24 semaines après l'anthèse. Les fruits sont mis à ressuyer après récolte, empilés dans un endroit frais, la peau devient jaune clair, la pulpe molle et juteuse, il gagne en sucre. Il est conseillé de le conserver quelques semaines avant de la manger.

### Huile essentielle
L'extraction se fait par pression à froid à Taïwan, une étude sur les rendements d'extraction donne  0,12 % pour la fleur avec une extraction par solvant et 1,27 % en phase vapeur pour le zeste. L'HE de fleur de Matou Wendan est constituée de limonène (25,2 %), de linalol (15 %) et de trans-β-ocimène (12 %). Le limonène est le composant principal de l'écorce du pomelo (95 à 96 %) suivi du myrcène 1,9 %, l'α-pinène est à 0,5 %.
L'arôme de l'HE du fruit est aigre-doux et richement fruité, chez les expérimentateurs elle engendre des comportements paisibles quel que soit l'état mental, l'humeur et les préférences.